# Xeromelecta tibialis
Xeromelecta tibialis är en biart som först beskrevs av Fabricius 1793.  Xeromelecta tibialis ingår i släktet Xeromelecta och familjen långtungebin. Inga underarter finns listade i Catalogue of Life.